# Francesca Jones
Pour les articles homonymes, voir Jones.
Francesca Jones, née le 19 septembre 2000 à Leeds, est une joueuse de tennis britannique.

## Biographie
Francesca Jones est née avec quatre doigts à chaque main, et seulement sept orteils, à la suite d'une maladie du développement embryonnaire. Selon ses dires, les médecins affirmaient qu'elle ne pourrait jamais jouer au tennis à cause de cela.
Après deux échecs au premier tour des qualifications de Wimbledon en 2018 et 2019, Francesca Jones s'est qualifiée début 2021 pour son premier tournoi en Grand Chelem à l'Open d'Australie.
Le 31 mars 2024, elle parvient en finale du tournoi WTA 125 de San Luis Potosí mais elle est battue en finale par l'Argentine Nadia Podoroska.

## Palmarès

### Titres en simple en WTA 125
| No | Date       | Nom et lieu du tournoi           | Catégorie | Dotation  | Surface      | Finaliste        | Score     |          |
| -- | ---------- | -------------------------------- | --------- | --------- | ------------ | ---------------- | --------- | -------- |
| 1  | 07-07-2025 | Grand Est Open 88, Contrexéville | WTA 125   | 115 000 $ | Terre (ext.) | Elsa Jacquemot   | 6-4, 7-62 | Parcours |
| 2  | 21-07-2025 | 36° Palermo Ladies Open, Palerme | WTA 125   | 115 000 $ | Terre (ext.) | Anouk Koevermans | 6-3, 6-2  | Parcours |

### Finale en simple en WTA 125
| No | Date       | Nom et lieu du tournoi               | Catégorie | Dotation  | Surface      | Vainqueure      | Score    |          |
| -- | ---------- | ------------------------------------ | --------- | --------- | ------------ | --------------- | -------- | -------- |
| 1  | 25-03-2024 | San Luis Potosí 125, San Luis Potosí | WTA 125   | 115 000 $ | Terre (ext.) | Nadia Podoroska | 6-1, 6-2 | Parcours |

## Parcours en Grand Chelem

### En simple dames
| Année | Open d'Australie | Open d'Australie      | Internationaux de France | Internationaux de France | Wimbledon       | Wimbledon           | US Open | US Open            |
| ----- | ---------------- | --------------------- | ------------------------ | ------------------------ | --------------- | ------------------- | ------- | ------------------ |
| 2018  | —                | —                     | —                        | —                        | Q1              | Nicole Gibbs        | —       | —                  |
| 2019  | —                | —                     | —                        | —                        | Q1              | Katarzyna Kawa      | —       | —                  |
|       |                  |                       |                          |                          |                 |                     |         |                    |
| 2021  | 1er tour (1/64)  | Shelby Rogers         | Q1                       | Vera Zvonareva           | 1er tour (1/64) | Coco Gauff          | Q2      | Jaqueline Cristian |
| 2022  | Q1               | Usue Maitane Arconada | —                        | —                        | —               | —                   | —       | —                  |
| 2023  | —                | —                     | Q2                       | Ylena In-Albon           | —               | —                   | —       | —                  |
| 2024  | Q2               | Ella Seidel           | —                        | —                        | 1er tour (1/64) | Petra Martić        | Q2      | Ena Shibahara      |
| 2025  | Q2               | Jil Teichmann         | Q3                       | Anastasiia Sobolieva     | 1er tour (1/64) | Yulia Starodubtseva |         |                    |

N.B. : à droite du résultat se trouve le nom de l'ultime adversaire.

## Parcours en WTA 1000
Les tournois WTA « Premier Mandatory » et « Premier 5 » (entre 2009 et 2020) et WTA 1000 (à partir de 2021) constituent les catégories d'épreuves les plus prestigieuses, après les quatre levées du Grand Chelem. 

De 2009 à 2023, les tournois Premier Mandatory (dits tournois WTA 1000 obligatoires entre 2021 et 2023) regroupent Indian Wells, Miami, Madrid et Pékin, les autres constituant les tournois Premier 5 (tournois WTA 1000 non-obligatoires). À partir de 2024, le nombre de tournois WTA 1000 passe à 10 par saison (fin de l’alternance Doha / Dubaï), ces derniers devenant tous obligatoires et offrant tous 1000 points à la vainqueure (contre 900 points précédemment pour les tournois Premier 5).

### En simple dames
| Année |       |              |       |        |      |                               |            |       |       |       |  |  |
| Doha  | Dubaï | Indian Wells | Miami | Madrid | Rome | Canada                        | Cincinnati | Pékin | Wuhan | Wuhan |  |  |
| Doha  | Dubaï | Indian Wells | Miami | Madrid | Rome | Canada                        | Cincinnati | Pékin | Wuhan | Wuhan |  |  |
| Doha  | Dubaï | Indian Wells | Miami | Madrid | Rome | Canada                        | Cincinnati | Pékin | Wuhan | Wuhan |  |  |
| 2025  |       |              |       |        |      | 1er tour (1/64) D. Yastremska |            |       |       |       |  |  |

Sous le résultat, l’ultime adversaire.
1. 1 2   Les tournois de Doha et Dubaï alternent le statut de tournoi WTA 1000 (ex Premier 5) entre 2009 et 2023 : les trois premières éditions ont lieu à Dubaï, les trois suivantes à Doha, puis Dubaï accueille le tournoi de cette catégorie les années impaires et Dubaï les années paires. De 2011 à 2023, la ville qui n’accueille pas de WTA 1000 organise à la place un tournoi WTA 500 (ex Premier).
2. 1 2 3 4 5 6   L’ordre de déroulement des tournois a évolué depuis 2009 : Rome se dispute avant Madrid et Cincinnati avant Montréal/Toronto jusqu’en 2010, tandis que Tokyo/Wuhan/Guadalajara ont lieu avant Pékin jusqu’en 2023.

## Titres ITF en simple
| Date          | Tournoi                      | Dotation | Adversaire          | Score          |
| ------------- | ---------------------------- | -------- | ------------------- | -------------- |
| Novembre 2017 | ITF Asunción, Paraguay       | 15 000   | Fernanda Brito      | 6–3, 7–60      |
| Avril 2018    | ITF Villa Dolores, Argentine | 15 000   | Victoria Bosio      | 4–6, 6–4, 6–2  |
| Juillet 2018  | Open de Tampere, Finlande    | 15 000   | Bojana Marinković   | 6–2, 7–62      |
| Juin 2019     | ITF Minsk, Biélorussie       | 25 000   | Stéphanie Wagner    | 6–3, 1–6, 6–2  |
| Juin 2019     | ITF Minsk, Biélorussie       | 25 000   | Jaqueline Cristian  | 7–66, 4–6, 6–1 |
| Juillet 2021  | ITF Biarritz, France         | 60 000   | Oksana Selekhmeteva | 6–4, 7–64      |

## Classements WTA en fin de saison
| Année          | 2016 | 2017 | 2018 | 2019 | 2020 | 2021 | 2022 | 2023 | 2024 |
| Rang en simple | –    | 817  | 399  | 355  | 241  | 151  | –    | 288  | 160  |
| Rang en double | 1095 | –    | –    | –    | –    | 563  | –    | –    | 868  |

Source : (en) Classements de Francesca Jones sur le site officiel de la Fédération internationale de tennis